# Лоскутов, Михаил Петрович
Михаил Петрович Лоскутов, (1906—1941) — русский советский писатель, редактор и журналист, работал в начале XX века в жанре очерковой прозы, сочетающей документальность и художественность.

## Биография
Михаил Лоскутов родился 24 сентября 1906 года в Курске в семье инженера-железнодорожника.
В пятнадцать лет начал свою журналистскую деятельность, в шестнадцать лет занял пост редактора областной комсомольской газеты «Голос рабоче-крестьянской молодёжи». Постоянный автор газеты «Курская правда».
В 1926 году переехал в Ленинград. Публиковался с очерками и фельетонами в журнале «Юный пролетарий» и в газете «Смена».
С 1928 года сотрудничает с журналом «Вокруг света», где в № 3 публикует большой рассказ «Конец Варнавского скита». В этом же году была издана его первая книга — сборник рассказов и фельетонов «Конец мещанского переулка».
В 1929 году в соавторстве с Сергеем Урнисом написал небольшую книгу — «Золотая пустота». В этом же году вышла его третья книга — «Отвоёванное у водки».
В 1929 году Михаил Лоскутов путешествовал по Средней Азии, о чем три года спустя написал в своей книге «Тринадцатый караван». «На фоне документальной прозы о начале „социалистического строительства“ книга выгодно отличается непосредственностью и свежестью, с какими в ней показано „освоение пустыни“».

Он обладал талантом немногословного и меткого юмора. Но прежде всего и больше всего он был талантливым и чертовски талантливым писателем. Его писательское зрение отличалось необыкновенной зоркостью. Он умел показать в одной фразе внутреннее содержание человека и всю сложность и своеобразие его отношения к миру. «Тринадцатый караван» — книга о «присоединении пустыни к миру», об истории завоевания «раскалённых песков». Без ложной патетики автор показывает те перемены, которые отделили советские Каракумы от «Злых песков» прошлого.
— Константин Паустовский, 1957
В 1933 году участвовал в автопробеге по маршруту Москва — Каракумы — Москва, после чего вышла его новая книга под названием «Рассказы о дорогах». В 1935—1938 годах Лоскутов работал над циклом рассказов о Средней Азии.
Рассказы и статьи Лоскутова в тридцатые годы часто появлялись на страницах «Литературной газеты».
Опубликованы его книги: «Конец мещанского переулка» (1928), «Рассказы о дорогах» (1935), «Тринадцатый караван» (1938), и другие.
Член Союза писателей СССР, проживал в Москве: Средний Каретный переулок, д.3, кв.2.

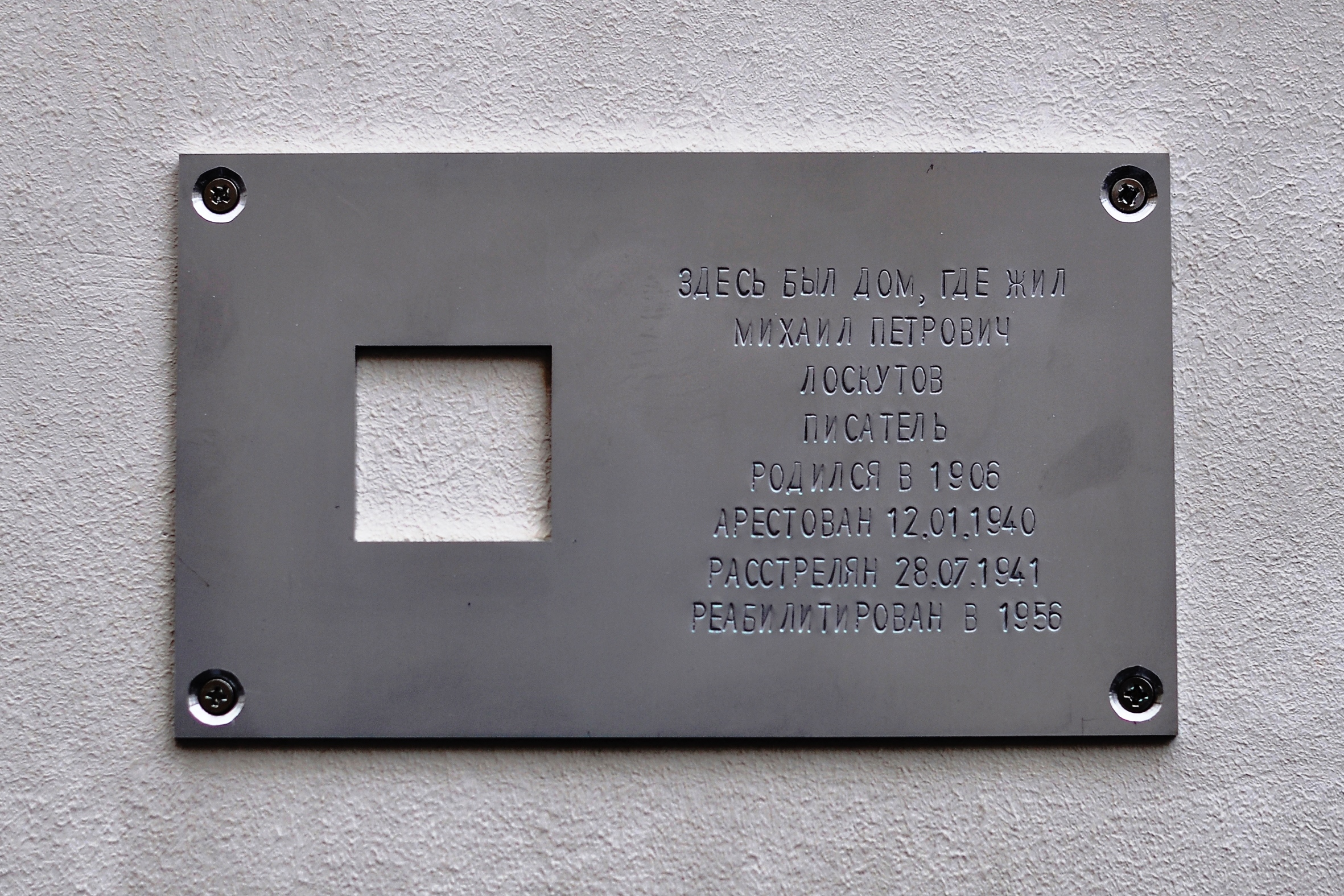
Последний адрес на доме, в котором жил Михаил Лоскутов

Лоскутов был арестован 12 января 1940 года. 6 июля 1941 года был приговорён Военной коллегией Верховного суда СССР по обвинению в участии в контрреволюционной террористической организации. Расстрелян 28 июля 1941 года. Реабилитирован в 1956 году.

Лоскутов не успел написать и сотой части того, что задумал и мог бы написать. Он погиб преждевременно и трагически. Его книги говорят не только о том, что мы потеряли большого писателя, не только о том, как богата талантами наша страна, но и о том, как надо крепко беречь каждого талантливого человека.
— Константин Паустовский, 1957

## Публикации
- Лоскутов М. Конец Мещанского переулка. 1928
- Лоскутов М. Конец Варнавского скита. Журнал «Вокруг света № 3 1928
- Лоскутов М., С.Урнис. Золотая пустота. М. 1929
- Лоскутов М. Шаги на песке. Журнал „Вокруг света“ Л. № 30, 1930
- Лоскутов М. Весна в Багдаде. Журнал „Вокруг света“ Л. № 36, 1931
- Лоскутов М. Рассказы о дорогах. М.: ОГИЗ 1935 г. 160 с.
- Тушкан Ю., Лоскутов М. Голубой берег. М.: Детиздат 1937. 214 с.
- „Индийская сказка“. Журнал „Пионер“. 1937. № 10
- Лоскутов М. Белый слон. М.: Советский писатель. 1958. 236 с.
- Лоскутов М. Следы на песке. М.: Советский писатель. 1959. 416 с.
- Лоскутов М. Жажда. Рисунки Ф. Махонина М.: Детгиз 1961. 128 с.
- Лоскутов М. Танцы. М.: Дет. лит. 1971. 222 с.
- Лоскутов М. Немного в сторону М.: Советский писатель». 1985. 272 с.
- Лоскутов М. П. Рассказ о говорящей собаке. М.: Детская литература. 1990 г. 52 с.
- Lib.Ru/Классика: Лоскутов Михаил Петрович: Избранные сочинения